# نويكاتارو
نويكاتارو (بالإيطالية: Noicattaro)‏ هي بلدة وبلدية في مقاطعة باري في إقليم بوليا في جنوب إيطاليا.

## السكان
في سنة 1861 بلغ عدد السكان 6٬801 نسمة، وتطور العدد ليصل في سنة 2011 لـ 25٬710 نسمة.
يظهر هذا المخطط البياني تطور النمو السكاني لـ نويكاتارو